# Рудько, Валерий Иванович
Вале́рий Ива́нович Рудько́ (3 апреля 1960, Калининград — 19 декабря 2006, Калининград) — советский и российский футболист, нападающий.

## Карьера

### Клубная
Воспитанник группы подготовки «Балтики», в которой начал и профессиональную карьеру, сыграв 28 матчей во Второй лиге СССР в 1978 году. В следующий сезон в команде мастеров провёл только в 1984 году, сыграв за «Балтику» 23 матча и забив 12 мячей в лиге, и проведя 8 матчей в финальной серии турнира.
В 1985 году перешёл в «Кубань», в составе которой в том сезоне сыграл 35 матчей и забил 12 голов в лиге, став лучшим бомбардиром команды в сезоне, и ещё провёл 3 матча в Кубке СССР, в которых забил 1 мяч. В следующем сезоне провёл за «Кубань» 40 матчей, в которых забил 14 мячей в лиге, во второй раз став лучшим голеадором клуба, и снова сыграл 3 матча и забил 1 гол в Кубке страны. В 1987 году сыграл 35 матчей и забил 11 мячей в лиге, а затем провёл ещё 4 игры, в которых забил 2 гола, в финальном турнире, чем помог команде завоевать титул чемпиона РСФСР. Кроме того, сыграл 1 матч в Кубке, в котором забил 1 гол. В 1988 году в своём последнем сезоне в «Кубани» провёл 35 матчей и забил 8 мячей в Первой лиге СССР и 2 матча сыграл в Кубке, на этот раз ни разу не отличившись голом.
В 1989 году вернулся в родную «Балтику», за которую провёл в том сезоне 40 матчей и забил 17 мячей в ворота соперников в лиге и 1 матч, в котором забил гол, в Кубке РСФСР. В следующем сзеоне сыграл в 38 матчах команды, забив только 14 мячей, что, однако, не помешало Валерию стать лучшим бомбардиром команды в том году. Кроме того, сыграл 1 встречу и в Кубке. В 1991 году в своём последнем сезоне в «Балтике» провёл 28 встреч, в которых забил 10 мячей. Следующий год провёл в любительском клубе чемпионата области «Рефтрансфлот».
В сезоне 1993 года сыграл 11 матчей и забил 1 гол в составе тольяттинской «Лады», став, вместе с командой, победителем зоны «Центр» Первой лиги России, что давало право выхода в Высшую лигу. Этот сезон стал последним в профессиональной карьере Рудько.

## Характеристика
Рудько с детства болел сахарным диабетом, играл, фактически, на уколах, но, несмотря на это, был футболистом абсолютно без слабых сторон, на поле умевшим всё. Стихией его была атака, его трудно было остановить, тем не менее, он был неконфликтным человеком, даже когда соперники применяли против него запрещённые приёмы, он всё равно никогда не отвечал грубостью.

## После карьеры
После завершения профессиональной карьеры выступал за различные любительские команды, как своего города, так и других: «Рефтрансфлот», «Лада-Юг» (Краснодар), «Олимпия» (Гвардейск), «Неман» (Неман), «РосВестАлко», «Юность» и «Зеленоградск» (Зеленоградск), кроме того, играл и за команду ветеранов «Балтики». С 2000 по 2001 год работал в «Балтике» тренером-селекционером и видеооператором.

### Смерть
Скончался вечером 19 декабря 2006 года после ветеранского матча из-за остановившегося сердца.

## Достижения
«Кубань»
Чемпион РСФСР: (1)
- 1987

 «Лада»
Победитель зоны «Центр» Первой лиги России (выход в Высшую лигу): (1)
- 1993